# Лопинга
Лопинга (лат. Chazara briseis) врста је лептира из породице шаренаца (лат. Nymphalidae).

## Опис врсте
Основна боја крила је тамнобраон. На предњем крилу има 5-6, а за задњем 2-5 жућкаста прстена, који формирају низ окаца. На доњој страни крила су окца израженија, а присутна је и бела шара која обично јасно прати низ окаца. Распон крила је од 39 до 48 mm.
- Lopinga achine ♂
- Lopinga achine ♂   △

## Распрострањење и станиште
Ареал ове врсте лептира обухвата централну Европу и умерени појас Азије, од севера Шпаније на западу, све до Јапана на истоку. У Србији је забележен у чувеном раду Светислава Живојиновића од пре готово једног века на подручју шумске домене Мајданпека. Након тога је наводе Зечевић и Радовановић за подручје између Мајданпека и Рудне главе, као и за планину Стол код Бора. Због свог централноевропског распрострањења, постоји шанса да се лопинга поново забележи у северним крајевима Србије, као што је околина Лознице, на подручју Ђердапа и у околини Мајданпека, где је већ налажена.
Насељава отворенија подручја унутар листопадних шума, шумске чистине, путеве и рубове, делове крај река. Обично се везује уз влажније шуме са добрим подрастом зељастих биљака из трава (најчешће из рода Carex). Гусенице се могу прехранити на различитим врстама трава из породица Cyperaceae и Poaceae, најчешће су бележене на родовима Carex (C. alba, C. brizoides) и Brachypodium. Лептир презимљава у стадијуму гусенице.